# Rapids City
Rapids City – wieś w Stanach Zjednoczonych, w stanie Illinois, w hrabstwie Rock Island.